# Karl Norbert Schmid
Karl Norbert Schmid (* 16. Dezember 1926 in Ochsenhausen; † 13. Februar 1995 in Regensburg) war ein deutscher Organist, Komponist, Chorleiter und Musikpädagoge.

## Leben
Karl Norbert Schmid vertrat bereits im Alter von zehn Jahren seinen Lehrer, den Organisten an der Gabler-Orgel in Ochsenhausen. Das beeinflusste seine Berufsentscheidung: Nach dem Abitur studierte er von 1943 bis 1948 an der Kirchenmusikschule (heute Hochschule für Katholische Kirchenmusik und Musikpädagogik Regensburg) in Regensburg und zählte so zu den ersten Absolventen nach dem Zweiten Weltkrieg. Danach studierte er bis 1952 an der Staatlichen Musikhochschule Stuttgart bei Anton Nowakowski (Orgel), Karl Marx (Tonsatz), Hermann Keller (Musiktheorie), Gustav Koslik (Orchesterleitung) und Hans Grischkat (Chorleitung).

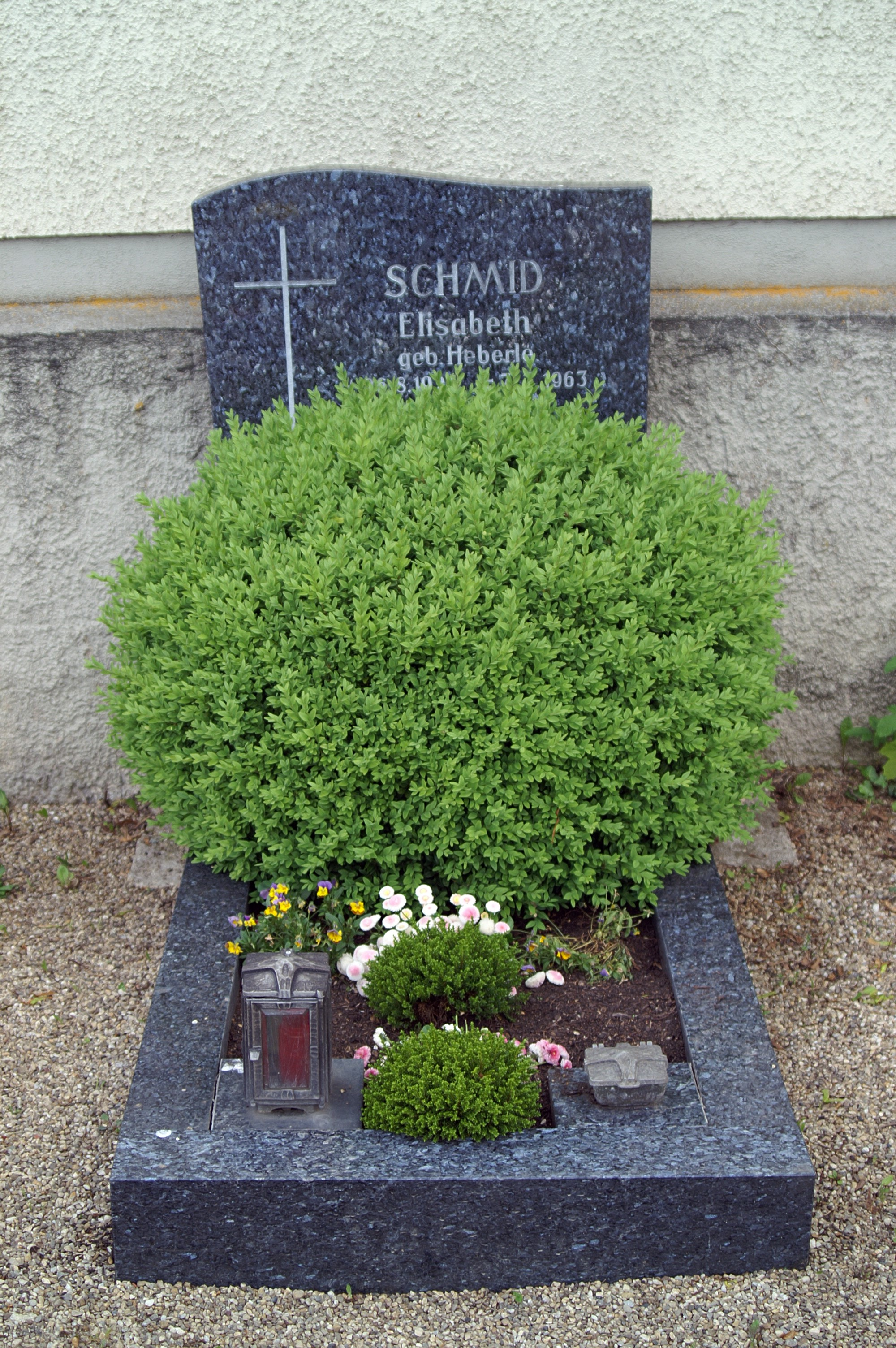
Grabstätte von Karl Norbert Schmid

Von 1952 bis 1954 war er Chorleiter am Münster in Schwäbisch Gmünd. Ferdinand Haberl holte ihn 1954 als Dozenten für Orgelspiel und Chorleitung an die Kirchenmusikschule Regensburg und übertrug ihm auch die Leitung des Schulchores. Diesen leitete er, und formte daraus ein Ensemble mit einer spezifischen Klangcharakteristik. So bildete er einen repräsentativen Konzertchor, der zum Aushängeschild der weltältesten Kirchenmusikschule wurde. Der Chor wurde durch Rundfunkaufnahmen, Konzertreisen aber auch durch Tonträger bekannt. 1985 musste er ihn aus gesundheitlichen Gründen abgeben, als Dozent war er weiter tätig. Über dreißig Jahre wirkte Schmid in Regensburg als Komponist und als Pädagoge. Zu seinen Schülern zählte auch Roland Büchner, der später einer seiner Nachfolger wurde und heute Domkapellmeister in Regensburg ist.
1972 erhielt er in Rom die silberne Pontifikats-Medaille Papst Pauls VI. für die Leistungen des Kirchenmusikschulchores. 1975 wurde er mit dem Kulturpreis Ostbayern ausgezeichnet und 1977 wurde er zum Bischöflichen Kirchenmusikdirektor ernannt. 1984 wurde er in die Kirchenmusikkommission der Diözese Regensburg berufen. Als Orgelsachverständiger disponierte er zahlreiche Orgeln oder wurde beratend bei Restaurierungen tätig. Auch hier initiierte er pragmatische Lösungen. Er war Inhaber der Lassomedaille des ACV.
Karl Norbert Schmid war zweimal verheiratet, mit Elisabeth Schmid (* 26. August 1924 als Elisabeth Hebele, † 7. März 1963) und später mit Hildegard Schmid (* 4. Juli 1928 als Hildegard Hauser, † 6. September 1989). Beide Ehefrauen verstarben jeweils an einer schweren Krankheit. Die Ehen blieben kinderlos. Karl Norbert Schmid starb ebenfalls nach kurzer, schwerer Krankheit und wurde am 16. Februar 1995 am Unteren Katholischen Friedhof in Regensburg an der Südmauer des Erweiterungsbereiches in einem Familiengrab beigesetzt.

## Bedeutung
Nachdem durch das Zweite Vatikanische Konzil die Volkssprache als liturgiefähig erklärt worden war, herrschte ein großer Mangel an neuer, passender Kirchenmusik. Schmid stellte sich also der kompositorischen Aufgabe, für das Fehlende zu sorgen. Er schrieb prinzipiell nur Kirchenmusik mit deutschem Text. Für neue lateinische Kirchenmusik sah er keine Notwendigkeit. So umfasst sein vielseitiges Werk u. a. Orgel- und Bläsersätze, Liedsätze – auch teilweise mit Überchor – zu Liedern aus dem Gotteslob, Liedkantaten, Psalmenvertonungen, Messen und Propriumsgesänge. Zudem sind seine Werke leicht ausführbar und so können auch kleine Chöre Gottesdienste mit seinen wirkungsvollen Werken bereichern, die er mit seiner bescheidenen und pragmatischen Grundeinstellung verfasst hat. Damit erklärt sich auch die große Verbreitung dieser Musik im deutschsprachigen Raum. Sein vermutlich bekanntestes Werk dürfte der Überchor zu dem Kirchenlied Großer Gott, wir loben dich sein, der häufig am Schluss einer Messe aufgeführt wird und manchmal sogar mit Orchester oder Bläsersolisten erweitert wird, um die Klangwirkung zu erhöhen. Dieses Werk erklang auch bei dem Gottesdienst auf dem Islinger Feld anlässlich des Papstbesuches 2006 in Regensburg, wodurch es eine noch größere Bekanntheit erreichte.

## Werke (Auswahl)
Der kompositorische Nachlass von Karl Norbert Schmid befindet sich in der Proskeschen Musikabteilung der Bischöflichen Zentralbibliothek Regensburg. Seine Opuszahlen sind nicht konsequent vergeben, weisen aber in einigen Fällen eine erkennbare Systematik auf, wie z. B. die Opera 39 und 42. Das Te Deum (Opus 100) ist dem Bischof Manfred Müller gewidmet.

### Soli, Chor und Orchester
- Dreifaltigkeits-Hymnus, für 3 gem. Chöre, 3 Bläsergruppen und Pauken op. 83
- Ein deutsches Magnificat, op. 81 (1980)
- Te Deum, op. 100 (ca. 1986)

### Soli, Chor und Orgel
- Anrufungen zu Mutter Theresia von Jesu Gerhardinger, o.op.
- Hört, eine helle Stimme erklingt, für Tenor, Chor und Orgel o.op. (1964)
- Saarländer Kindermesse, o.op

### Gemeinde, Chor und Orgel, Bläser ad lib.
- Beim letzten Abendmahle. Liedkantate op. 42,2
- Deutsche Psalmenmesse „Jubelt Gott, ihr Lande all“ o.op.
- Großer Gott, wir loben dich, op. 24,5

### Chor und Orgel, auch mit Bläsern (ad lib.)
- Christus ist erstanden, op. 61
- Kassians-Messe. Deutsches Ordinarium, op. 92
- Mainzer Dom-Messe: „Heilig, heilig, heilig“, op. 68,5

### Chor und Bläser
- Eine große Stadt ersteht, op. 39,205
- Gelobt seist du, Herr Jesu Christ, op. 39,203
- Nun singt ein neues Lied dem Herren, op. 39,204

### Chor und Klavier oder Gitarre, Bläser ad lib.
- Der Mond ist aufgegangen, für Chor und Klavier, Bläser ad lib. op. 54,3
- Maria durch den Dornwald, ging für Chor und Gitarre ad lib. op. 53,3
- Nun wollen wir singen das Abendlied, für Chor und Klavier, Bläser ad lib. op. 54,1

### Gemischter Chor a cappella, auch mit Vorsänger oder Solo
- Alles meinem Gott zu Ehren, o.op. (1968)
- Der Du die Wahrheit selber bist, o.op. (1967)
- Ecce, dominus vocat nos, o.op.

### Sologesang mit Orgel oder Klavier
- Drei Gesänge für Sopran oder Tenor und Orgel op. 50
- Sende aus deinen Geist. Antiphon und Psalm (Ps. 104) für Bass-Solo und Orgel op. 91,2
- Singet dem Herrn ein neues Lied, für hohe Stimme und Orgel op. 78

### Orgel solo
- Toccata in G, op. 16,1
- O Heiland reiß die Himmel auf (Partita), op. 17,1
- Liturgisches Orgelspiel, op. 39
- Ite missa est: Toccata – Fuge – Hymnus, op. 46
- Komm, Heiliger Geist (Partita und Fuge), op. 51
- Nun danket all und bringet Ehr (Partita), op. 63
- Intrade für Orgel (1985)
- Drei Villmarer Orgelstücke (1985) [Intrada; Meditation; Postludium]
- Macht hoch die Tür (Partita), op. 93
- Fanfare und Fuge, op. 99

### Orgel mit Instrumenten
- Lobe den Herren. Partita für Oboe und Orgel op. 103
- Nun lobet Gott im hohen Thron. Variationen für Trompete und Orgel op. 47
- Nun lobet Gott im hohen Thron. Variationen für Trompete und Orgel op. 74

### Musik für Blechbläser
- Intrada in B (nach „Jauchzet dem Herrn“ von Grimm) für Bläser op. 71,1
- Papst-Hymne, für Blasorchester op. 70

### Orchestermusik
- Gregorianisches Konzert (Concerto gregoriano) für Streicher und Orgel, Bläser ad lib. op. 102

### Kammermusik
- Josefs-Meditation, für Klavier und Flöte ad lib. o.op.
- Variationen über das Gloria der „Choralmesse de Angelis“, für Violine solo op. 115
- Wittmann-Trio, für Flöte, Oboe und Klarinette o.op. (1977)